# Erecella brunnea
Erecella brunnea is een hooiwagen uit de familie Assamiidae.